# 阿亚蒙特
阿亚蒙特，是西班牙安达卢西亚自治区韦尔瓦省的一个市镇。总面积141平方公里，总人口16604人（2001年），人口密度118人/平方公里。